# Campionato europeo di arrampicata 2020
Il Campionato europeo di arrampicata 2020 è stato la 14ª edizione della competizione continentale. Si è svolta a Mosca, in Russia, dal 21 al 28 novembre.

## Podi

### Maschile
| Evento    | Oro            | Argento           | Bronzo             |
| Lead      | Sascha Lehmann | Nicolas Collin    | Dmitri Fakirianov  |
| Boulder   | Jernej Kruder  | Serguei Luzhetski | Nikolai Yarilovets |
| Speed     | Danyl Boldyrev | Lev Rudatski      | Marcin Dzieński    |
| Combinata | Alexei Rubtsov | Sascha Lehmann    | Serguei Luzhetski  |

### Femminile
| Evento    | Oro                   | Argento            | Bronzo               |
| Lead      | Viktoriya Meshkova    | Eliška Adamovská   | Molly Thompson-Smith |
| Boulder   | Viktoriya Meshkova    | Chloé Caulier      | Staša Gejo           |
| Speed     | Yekaterina Barashchuk | Yelizabeta Ivanova | Yuliya Kaplina       |
| Combinata | Viktoriya Meshkova    | Staša Gejo         | Eliška Adamovská     |

## Medagliere
| Pos.   | Paese       | Oro | Argento | Bronzo | Totale |
| ------ | ----------- | --- | ------- | ------ | ------ |
| 1      | Russia      | 5   | 3       | 4      | 12     |
| 2      | Svizzera    | 1   | 1       | 0      | 2      |
| 3      | Slovenia    | 1   | 0       | 0      | 1      |
| 3      | Ucraina     | 1   | 0       | 0      | 1      |
| 5      | Belgio      | 0   | 2       | 0      | 2      |
| 6      | Rep. Ceca   | 0   | 1       | 1      | 2      |
| 6      | Serbia      | 0   | 1       | 1      | 2      |
| 8      | Polonia     | 0   | 0       | 1      | 1      |
| 8      | Regno Unito | 0   | 0       | 1      | 1      |
| Totale | Totale      | 8   | 8       | 8      | 24     |